# روبرك

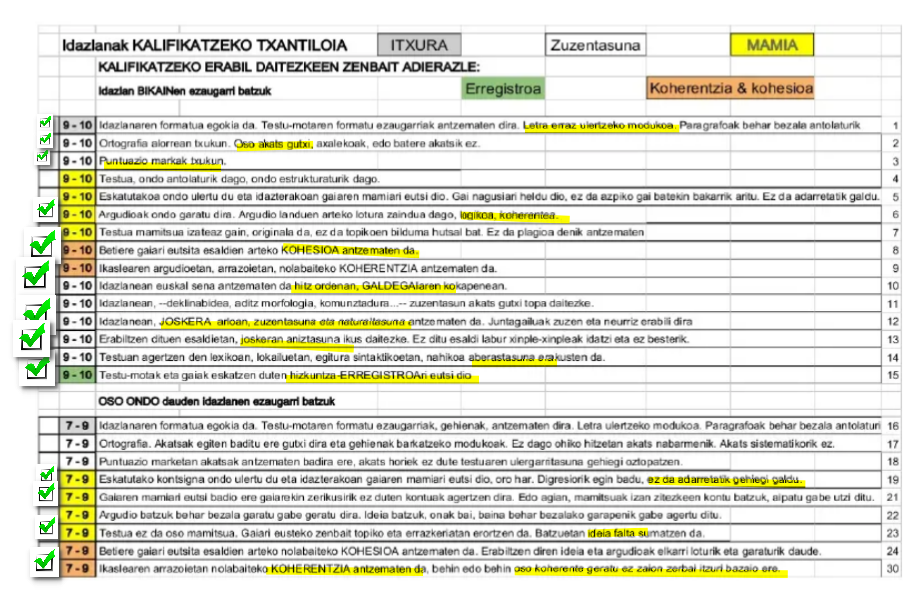

الروبرك (rubric) هو أداة لحساب علامات التقييم في الاختبارات المقالية. وهي عبارة عن مجموعة من المعايير والقواعد التي ترتبط بالأهداف التعليمية والتي تستخدم لتقييم أداء الطالب في النشطات التربوية التي تعتمد كتابة مواضيع انشائية مثل الاوراق البحثية والمدونات والمشاريع وغيرها من المقالات والواجبات. ويسهل الروبرك تصحيح الواجبات وفقا لمعايير محددة مما يجعلها أكثر بساطة وشفافية.
وهي محاولة لوضع معايير تقييم متسقة وعادلة. انها تسمح للمعلمين وللطلاب على حد سواء بتقييم المعايير المعقدة والانشائية، وكذلك تقدم أرضية صالحة للقيام بتقييم ذاتي والتفكير ومراجعة النظراء. وهي تهدف إلى تقييم دقيق ونزيه، وتعزيز التفاهم وتشير إلى طريقة المضي قدما في عمليات التعلم والتعليم اللاحقة. وتكامل الأداء وردود الفعل هذين يسميان «تقييم جاري».
على نحو متزايد، يميل المدرسون الذين يعتمدون على الروبرك لتقييم الأداء بمشاركة الروبرك المستخدم مع طلابهم في بداية طرح الواجب أو النشاط. وتقول باميلا فلاش أن «الطلاب يصبحون أكثر انخراطا في العمل نحو تحقيق النجاح عندما يعلمون طريقة التقييم والمعايير المستخدة منذ بداية تحديد النشاط.»  بالإضافة إلى مساعدة الطلاب على فهم علاقة النشاط بمضمون المادة الدراسية، فإن مشاركة الروبرك معهم تزيد من حماس الطلاب في التعلم من خلال الشفافية. وعلاوة على ذلك، فإن الروبرك تقلل من مدة الوقت الذي يمضيه المعلمون في تصحيح أعمال الطلاب. 
وفقا لبيرني دودج وبيكيت نانسي، فإن من ميزات الروبرك هي:[بحاجة لمصدر]
- تركز على قياس الهدف المعلن من ناحية الأداء أو السلوك أو النوعية
- تستخدام مجال من العلامات لامتحان الأداء
- تحتوي على خصائص محددة للأداء مرتبة في مستويات ويشير كل مستوى إلى الدرجة التي وصل إليها أداء الطالب.

## مكونات الروبرك
يشمل الروبرك على معيار واحد أو أكثر من معايير الأداء التي ستقيم، وعلى تعاريف وأمثلة التي تشرح الميزات التي تختبر وعلى المقاييس التي ستستعمل في قياس كل بعد. وعادة ما تسمى المقاييس بالمستويات وتسمى التعاريف بالموصفات.
يميز هيرمان وأشباخر وويتنرز بين العناصر التالية التي تعمل في تسجيل نقاط الروبرك:[بحاجة لمصدر]
- واحد أو أكثر من الصفات أو الأبعاد التي تخدم كأساس للحكم على استجابة الطلاب
- تعاريف وأمثلة لتوضيح معنى كل سمة أو بعد
- مقياس من القيم التي تقيس كل البعد
- معايير تحدد مستوى الامتياز لكل الأداء يرافقه نماذج أو أمثلة عن كل مستوى

منذ 1980s تعرض العديد من الروبرك في شكل رسوم بيانية، وعادة ما تكون شبكة.

## الخطوات اللازمة لصنع الروبرك
تساعد الروبرك على جعل الطلاب مسؤولين عن تقييم عملهم وعمل الآخرين كما تقلل من مدة الوقت الذي يمضيه المعلمين في تقييم عمل الطلاب. والتالي أحد أساليب صنع الروبرك من سبع خطوات تستخدم في النشاطات الانشائية:
1. الخطوة الأولى هي إعطاء الطلاب فكرة عن النماذج من الاجابات الجيدة مقابل العمل الغير جيدة. ويمكن للمعلم أن يقدم عينات من نوعيات مختلفة ليراجعها اللطلاب.
2. والخطوة الثانية هي كتابة قائمة بالمعايير المستخدمة في المادة الدراسية، والسماح لمناقشة ما يعتبر نوعية العمل. إن طلب رأي الطلاب أثناء إنشاء القائمة يسمح للمعلم أن يكون فكرة عن مستوى الطلاب في الكتابة.
3. والخطوة الثالثة هي توضيح التدرج في الجودة. وينبغي لهذه الفئات الهرمية أن تصف بشكل مقتضب مستويات الجودة والتي تتراوح من سيء إلى جيد. يمكن أن تعتمد على مناقشة نماذج العمل الجيد والغير الجيد التي حددت في الخطوة الأولى. باستخدام عدد محافظ وبسيط من التدرج تنشيء روبرك سهل الفهم كما يسمح بتقييم التقلبات التي عادة ما تحصل في المتوسط («خلق نماذج التقييم»).
4. الخطوة الرابعة هي تطبيقها على نماذج. ويمكن للطلاب اختبار نماذج التقييم في عينات يقدمها المدرس. هذه الممارسة تبني ثقة الطالب إذ تدلهم على الأسلوب التي سيقوم بها المعلم في استعمال الروبرك عند تصحيح أوراقهم. كما تسهل اتفاق الطالب والمعلم على موثوقية الموضوع.
5. الخطوة الخامسة هي أن يقوم الطلاب بتقييم أنفسهم وتقييم زملائهم.
6. الخطوة السادسة هي إعادة النظر في الروبرك بناء على ردود الفعل. وخلال عمل الطلاب على واجباتهم، يمكن توقيفهم في بعض الأحيان للقيام بتقييم ذاتي ومن ثم إعطاء وتلقي تقييم أقرانهم. وينبغي أن تستند التنقيحات على الملاحظات التي يتلقونها.
7. الخطوة السابعة والأخيرة هو استخدام تقييم المدرس، مما يعني استخدام الروبرك نفسه التي استخدمها الطلاب في تقييم عملهم.

## الاستخدامات
غالبا ما تستخدم الروبرك كتقييم بديل في التربية ولكنها اكتسبت أهمية كوسيلة لوضع مبادئ توجيهية مكتوبة للمعايير المقررة الرسمية فب الاختبارات الكتابية مثل امتحانات تقييم المدرسين المستخدمة في التطبيق العملي. وكتقييم اديل، تصمم الروبرك لتعكس العمليات والمخرجات لمسائل من «الحياة العملية». وهي عادة ما تصمم في شكل مصفوفة يتفق عليها كعقد لمعايير النجاح قابل للتفاوض. يركز الروبرك على الأهداف المعلنة، التي ينبغي أن تكون مرتبطة بالمعايير التعليمية على النحو المنصوص عليه من قبل المجتمع، كما ينبغي استخدام مجال أو مقياس لمعدل الأداء.
إن الميزة الأساسية للروبرك أنه يتيح لمعلمي الفصول الدراسية توضيح نماذج النجاح في الفصول الدراسية ووضع معايير واضحة لتحقيقها. وتبادل تهديف الروبرك مع الطلاب يجعلهم على بينة من المعايير المتوقعة وبالتالي يدركون معنى العمل ذات الجودة. كما يصبح التصحيح أكثر موضوعية، ونسقا ومن السهل تبريره. بالإضافة إلى ذلك، جعل الروبرك الدرجات أكثر تبيانا للمستوى. سيعوض الوقت المستغرق في تطوير الروبرك من وقت التصليح لسهولة وسرعة العملية.
وفقا لشابتياشرف، يمكن الإفادة من الروبرك بطرق مختلفة بحسب الدور الذي تلعبه في مختلف مراحل التقييم: [بحاجة لمصدر]
- تستخدم خلال مرحلة تقييم المعرفة السابقة في توضيح التوقعات وأساليب الدرجات مع المتعلمين. وبالتالي، يمكن للمتعلمين إجراء تقييم ذاتي قبل تقديم عملهم.
- أثناء مرحلة التقييم ، تساعد المقيمين بالتركيز على معايير محددة من التميز كما القيام بتقييم موضوعي لإداء المتعلم.
- خلال مرحلة التقييم اللاحقة يوزع على المتعلمين الروبك مع تفسير واضح عن علاماتهم. وبالتالي يصبحون على بينة من نقاط ضعفهم ونقاط قوتهم.

روبرك أونتاريو هو مثال على روبرك أصبح شعبية إلى حد ما في النظام المدرسي.

## أصل الكلمة
روبرك هي من أصل إنكليزي rubric. والجذر بالإنكليزية يعني: الأحمر أو المغرة الحمراء أوالحبر الأحمر.
الاستعمال: يشير الروبرك بالإنكليزية إلى نص مزخرف أو تعليمات كانت تكتب في وثائق العصور الوسطى والتي كانت تخط بالحبر الأحمر. أما في الأوساط الأكاديمية، فكان الروبرك يشير إلى الملاحظات التي يخطها المدرس بالحبر الأحمر حين تحديد درجات العمل. في المصطلحات العلمية الحديثة، أصبح الروبرك يشير إلى أداة تقييم.

## نقدها
إحدى مشاكل الروبرك هي في اختلاف كل مستوى من مستويات القيام بالأداءإذ يشمل على مجموعة واسعة من العلامات. على سبيل المثال، في نظام أونتاريو، إذا حصل طالبين على مستوى أربعة، يمكن لأحدهم أن يتلقى علامة 80٪ في حين أن الآخر يحصل على 100٪.
وبالإضافة إلى ذلك، فإن أي تغيير في تقييم الروبرك بسبب خطأ ما قد يؤدي إلى تغيير كبير لا داعي له في نتيجة التقييم. ويمكن معالجة كل من هاتين المشكلتين عن طريق استخدام تدرج أكثر دقة في تقييم الروبرك.
قد جعل عناوين أيضا وسم خطط أكثر تعقيدا للطلاب. أولا، قد تظهر علامة واحدة تكون غير دقيقة، كما تلقي الكمال في مقطع واحد قد لا تكون كبيرة جدا على المدى الطويل إذا لم يتم المرجح أن حبلا محددة بشكل كبير. قد يجد البعض أنه من الصعب أيضا فهم واجب وجود أربع علامات مميزة، والتي قد تجعله غير مناسب لبعض الأطفال الأصغر سنا. ومع ذلك، فإنه يسمح للطلاب لتعويض نقص في قدرة واحدة حبلا من خلال تحسين واحد آخر. ولذلك، إذا كان الطالب قد صعوبة في التواصل أفكاره، قد تكون لا تزال قادرة على تحقيق علامة مرتفعة نسبيا، كما هو عادة الاتصالات لا بثقل كبير. عناوين قد تسمح أيضا للطلاب الضعف بصورة أفضل.